# Sciences et Voyages
Sciences et Voyages est un magazine littéraire et d'information scientifique et technique français, édité par la Société parisienne d'édition de 1919 à 1973. 

## Historique
Lancés par les frères Offenstadt et confiés au mystérieux « Dr. J. Crinon », les premiers numéros font penser à La Science illustrée alors qu'à partir des années 1950, ils ont une orientation plus géographique de la science, évoquant le futur magazine Géo.
Sciences et voyages est créé sans doute le 4 septembre 1919. La revue sera hebdomadaire jusqu'au n° 826 du 27 juin 1935. En juillet 1935, elle devient mensuelle. Sa numérotation repart alors au numéro 1, comme à chaque changement important de série de publication. Elle paraitra au moins jusqu'au n° 96 de janvier 1944. Le n° 1 de décembre 1945 démarre une troisième série qui sortira jusqu'au n° 232 d'avril 1965. À partir de mai 1965, et jusque février 1968, Sciences et voyages devient Sciences et voyages: la vie des hommes pour revenir en mars 1968 à son titre d'origine  jusqu'au n° 42 d'octobre 1971, puis le magazine devient Loisirs et voyages Sa parution cessera définitivement avec le n° 58 de février 1973. 
La date apparaît sur la couverture du numéro 10, au 6 novembre 1919.
À partir de septembre 1941 la revue publie le bulletin du « Club des explorateurs », un club qui s’était créé en 1937 et qui rassemblait des voyageurs de divers horizons disciplinaires: archéologues, alpinistes, navigateurs, reporters ou ethnologues, et parmi lesquels figuraient Marcel Griaule, Jean-Paul Lebeuf, Paul-Émile Victor et Gilbert Rouget.

## Sommaire du n°1 du 4 septembre 1919

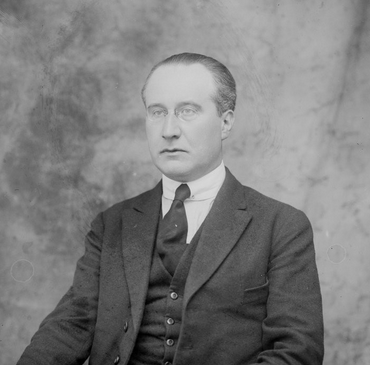
Portrait photo du Dr Crinon en 1919 (Agence Rol, BnF).

- Ce sont des poissons qui éclairent les abîmes de l'océan (Jules Haag)
- Les Derniers Représentants de la race blanche en Extrême-Orient
- Il y a trente-deux siècles que les hommes se rasent (Albert Gorey)
- Un poste d'écoute dans les laves du Vésuve
- Sous la lumière rouge, les plantes croissent plus vite (Dr Mary Dauro)
- Les Dreadnoughts de l'air (P. James)
- Comprimez de l'air en ouvrant vos portes
- Voulez-vous mesurer votre esprit ? (Jacques Boyer)
- Nos livres sont d'étranges champignonnières (J. de la Cerisaie]
- La Prison de glace - 1re partie (José Moselli)
- Quelques idées curieuses dont vous pourriez tirer profit

## Les romans de science-fiction deSciences et Voyages
Du 4 septembre 1919 à avril 1936, Sciences et Voyages a publié des nouvelles et des romans de  Pierre Adam, Jean d'Agraives, Guy d'Armen, Gabriel Bernard, Henry Bernay, Raoul Brémond, Jacques Cézembre, Henri Darblin, Georges Delhoste, Pierre Desclaux, Arthur Conan Doyle, Léon Groc, Édouard de Keyser, José Moselli, Guy Péron, Jean Petithuguenin, René Pujol, Jean Quatremarre, J.-H. Rosny aîné, Frank R. Stockton, et René Thévenin alias A. Valérie  :
- José Moselli, La Prison de glace, illustré par André Galland, nos  1 à 35
- José Moselli, La Dernière Affaire d'Alexander Bullen, illustré par André Galland, nos  76 à 79
- Pierre Desclaux, Les Morts de bronze, illustré par André Galland, nos  80 à 84
- Gabriel Bernard, La Volonté de M. John-Harry Will, illustré par Le Rallic, no  86
- Léon Groc, Le Gaz de démence, illustré par André Galland, nos  88 à 92
- José Moselli, Le Rayon phi, illustré par André Galland, nos  93 à 97
- Pierre Desclaux, Le Maître du monde, illustré par Le Rallic, nos  98 à 106
- José Moselli, La Corde d'acier, illustré par André Galland, nos  107 à 111
- Jacques Cézembre, Le Fantôme de l'Atlantique, illustré par Le Rallic, nos  112 à 132
- José Moselli, Les Conquérants de l'abîme, illustré par Le Rallic, nos  133 à 148
- Édouard de Keyser, Le Sommeil à distance, illustré par Le Rallic, nos  149 à 152
- Pierre Adam, Les Buveurs d'espace, illustré par Le Rallic, nos  153 à 172
- Jean d'Agraives, La Cité des sables, illustré par André Galland, nos  198 à 235
- Guy Péron, Les Tribulations de Jacques Cravant, inventeur, illustré par Jack Abeillé, nos  235 à 238
- Léon Groc, Deux mille ans sous la mer, illustré par A. Vallet, nos  239 à 247
- Frank R. Stockton, L'Extraordinaire Aventure de l'homme qui avait vaincu la pesanteur, illustré par A. Bréguet, nos  255 à 259
- José Moselli, La Fin d'Illa, illustré par André Galland, nos  283 à 306
- José Moselli, La Montagne des dieux, illustré par André Galland, nos  354 à 410
- Henry Bernay et René Pujol, Le Secret de la Sunbeam Valley, illustré par ?, nos  433 à 453
- Guy d'Armen, La Cité de l'or et de la lèpre, illustré par A. Vallet, nos  453 à 479
- Henri Darblin, La Horde des monstres, illustré par Béric, nos  453 à 479
- José Moselli, La Guerre des océans, illustré par A. Vallet, nos  485 à 524
- Arthur Conan Doyle, L'Homme qui fit hurler le monde, illustré par A. Solon, nos  524 à 529
- René Thévenin, Les Chasseurs d'hommes, illustré par Béric, nos  529 à 557
- Arthur Conan Doyle, Le Seigneur à la sombre face, illustré par Giffey, nos  557 à 564
- J.-H. Rosny aîné, La Mort de la Terre, illustré par ?, nos  564 à 577
- René Pujol, La Planète invisible, illustré par I. B., nos  577 à 601
- Raoul Brémond, Par-delà l'univers, illustré par A. Solon, nos  601 à 613
- Jean Petithuguenin, Le Grand Courant, illustré par ?, nos  613 à 632
- René Pujol, Au temps des brumes, illustré par Giffey, nos  632 à 648
- René Thévenin, L'Ancêtre des hommes, illustré par Maurice Toussaint, nos  648 à 681
- René Thévenin, Voyons-nous le monde tel qu'il est ?, illustré par Béric, nos  649 à 663
- Georges Delhoste, Le Maître du jour et de bruit, illustré par Maurice Toussaint, nos  714 à 732
- René Thévenin, À l'est de la route, illustré par A. Liquois, nos  746 à 765
- Georges Delhoste, La Science folle, illustré par ?, nos  765 à 793
- Jean Quatremarre, Alors la terre s'arrêta..., illustré par C. F., nos  793 à 805
- René Thévenin, alias A. Valérie, Sur l'autre face du monde, illustré par Maurice Toussaint, nos  805 à 826
- René Thévenin, La Bête sans nom, illustré par ?, no  10 (nouvelle série)

## Les romans d'aventures deSciences et Voyages
- José Moselli, Le Dernier Pirate, journal de bord du capitaine-lieutenant baron Heinrich Spiegel von und zu Triekelstein, commandant de l'U 753, nos 247 (22-5-1924) à 255 (17-7-1924)
- Jack London, Nam-Bok le hâbleur nos 309 à 313, 1925
- Lucien Victor-Meunier, Le Trésor de Kruger, 1925
- Jean François Louis Merlet, Le Mirage d'El Dorado, nos 318 à 338. Illustrations de Georges Jauneau
- José Moselli, La Montagne des dieux, 1926
- Raoul Brémond, Par-delà l'univers, de mars à mai 1931
- José Moselli, L'Homme de l'atoll, no 8 (nouvelle série)
- Louis-Frédéric Rouquette, Les aventures du môme Roudoudou: Le Secret du Pôle, n° 178 à 200, 1923